# Michail Isakovski
Michail Vasiljevitsj Isakovski (Russisch: Михаил Васильевич Исаковский) (Glotovka bij Smolensk, 19 januari 1900 - Moskou, 20 juli 1973) was een Russisch (sovjet-)dichter.
Isakovski was een aan het communisme toegewijd dichter, en hij schreef vele gedichten en liederen ter verheerlijking van het regime. Het meest bekende lied dat hij schreef, daarentegen, is het eerder apolitieke liedje Katjoesja, dat hij schreef met Matvej Blanter.
Reeds vanaf de Oktoberrevolutie nam Isakovski actief deel in het socialistische leven. Vanaf 1919 was hij redacteur voor een krant in de stad Jelnja. Van 1921 tot 1930 woonde hij in Smolensk en werkte er voor de oblastkrant Rabotsjij poetj. In 1931 ging hij terug naar Moskou. Vanaf die tijd schreef hij teksten voor vele populaire liedjes als Prosjtsjanije, Provozjanije, I kto jego znajet, Katjoesja ...
- Bibsys: 90323967
- Bibliothèque nationale de France: cb13477830j (data)
- CiNii: DA05104455
- Gemeinsame Normdatei: 118926098
- International Standard Name Identifier: 0000 0001 1040 8059
- Library of Congress Control Number: n83032771
- Nationale Bibliotheek van Letland: 000057023
- MusicBrainz: 9113b9bd-5d49-430c-b54f-31a305b3735b
- Nationale Bibliotheek van Tsjechië: ola2003172227
- Nationale bibliotheek van Australië: 35624029
- Nationale Bibliotheek van Israël: 987007506490505171
- Nationale en Universitaire bibliotheek Zagreb: 000366564
- Nederlandse Thesaurus van Auteursnamen: 070582726
- Istituto Centrale per il Catalogo Unico: MILV104374
- LIBRIS: 63637
- Système universitaire de documentation: 125860099
- Trove: 1019047
- Virtual International Authority File: 14921865
- WorldCat: E39PBJtxgMYW8mPyTWdGM7wwG3